# 森川久美
森川 久美（もりかわ くみ、8月5日 - ）は、石川県金沢市在住の少女漫画家。同人誌時代は山田茉莉の名前で東京女子大学漫画研究会の同人誌『やっはるーっ』にて活動していた。元宝塚歌劇団星組トップスターの紫苑ゆうのファンである。

## 経歴
1976年、白泉社「花とゆめ」にて『特別休暇』でデビュー。作品には歴史を題材にしたものが多い。当初はシェークスピアを題材にした作品『十二夜』、復讐劇をテーマとした『シメール』などがあり、ルネサンス期のヴェネツィアを舞台に女性ながら元首（ドージェ）となった男装の麗人ヴァレンチーノ（ヴァレンチーナ）を主人公とする歴史コメディ「ヴァレンチーノ・シリーズ」で人気を博す。
その後、中編『蘇州夜曲』の続編として『南京路に花吹雪』を1981年～1983年にかけて「LaLa」に連載した。昭和初期の中国を舞台に、日中戦争を回避するために闘う人々を描く。当時としては極めてシリアスな作品であったが、番外編として、主人公である本郷義明の実母が訪れるエピソードを描いた『南京路でつまずいて』、黄子満が主人公の『花は辺りに雨と降り』などがある。
その後、返還前の香港を舞台とした『セルロイドドリーミング』、世紀末のフランスを舞台に東南アジア出身の青年アルベール・ロマンと邪恋ゆえに父親を殺されて母親を奪った銀行家ランベール家先代当主との息子である異父弟アリスティドの確執を描いた『アルカディアの道』、イスタンブールを舞台とした『イスタンブル物語』などと洋の東西を問わず様々な作品を執筆している。
白泉社「LaLa」から角川書店「月刊Asuka」に移籍、『イスタンブル物語』を再開させた。この作品は「LaLa」で連載終了後、コミックス発売の告知が出たにも拘らず、の移籍だった。
移籍を受けて、刊行途中だった『アルカディアの道』は１巻のみで絶版となり、未完となっている。
移籍後の活動は順調で、角川書店からは全集を刊行、他にも様々な作品を描き、再び『南京路に花吹雪』の続編『Shanghai 1945』を小学館「プチフラワー」で連載、1988年には秋田書店「Candle」で19世紀のイタリア併合をめぐる争いを描いた短編『法王庁の陰謀』を発表している。
その後、藤本ひとみ原作『ブルボンの封印』、五木寛之原作『ソフィアの歌』を漫画化している。
2001年に潮出版社「コミックトムプラス」にて宋家三姉妹(宋靄齢 宋慶齢 宋美齢)を主人公にした作品『月光の帝国』を連載するが、同誌の休刊（廃刊）により、未完に終わっている。
2006年現在は、朝日ソノラマのネムキ増刊「夢幻館」にて読み切り『危険な席』『幻燈港町』を掲載、『ざくろの木の下で』の連載を行っている。

## 作品
- 電脳旅行記
- 夢の揺籃
- 月光の帝国

## 著書
- 『青色廃園 森川久美傑作集』 (花とゆめcomics) 白泉社, 1977
- 『チェリッシュ・ギャラリー 森川久美自選複製原画集』白泉社, 1979.5
- 『シメール』全2巻 (花とゆめcomics) 白泉社, 1979　のち講談社漫画文庫
- 『南京路 (ロード) に花吹雪』全4巻 (花とゆめcomics) 白泉社, 1982-83 のち文庫、1996
- 『南京路に花吹雪 自選複製原画集』 (チェリッシュ・ギャラリー) 白泉社, 1983.1
- 『アルカディアの道』第1巻 (花とゆめcomics) 白泉社, 1985.10
- 『Shang-hai1945』全2巻 (PFビッグコミックス) 小学館, 1987　のち講談社漫画文庫
- 『法王庁の陰謀』秋田書店, 1988.9
- 『森川久美全集』あすかコミックス・角川書店

1、蘇州夜曲、1989
2-4　南京路に花吹雪、1989
5-6、Shang-hai 1945 1990
7、レヴァンテの黒太子 : ヴァレンチーノ・シリーズ1 、1990
8、月空遥かに ヴァレンチーノ・シリーズ2、1990
9、セルロイド・ドリーミング、1990
10 シメール 1990.11
11、春宵曲 1991.1
12、ヴェネチア風琴 1991.3
- 『King of Zipangu信長』 (あすかコミックスDX 角川書店, 1992.9 のち朝日ソノラマ・コミック文庫
- 『ブルボンの封印』 (Asuka comics DX) 全3巻、藤本ひとみ 原作, 角川書店, 1994-95　のち講談社漫画文庫
- 『ソフィアの歌』(Asuka comics deluxe 五木寛之 原作. 角川書店, 1994.7
- 『エリザベート』 (Asuka comics deluxe) ミヒャエル・クンツェ原作脚本, 小池修一郎翻案. 角川書店, 1996.3　のち講談社漫画文庫
- 『ジークフリート 勝利の楯』 (Asuka comics deluxe) 角川書店, 1997.6
- 『スキャンダルムーンは夜の夢 (ヴァレンチーノ・シリーズ ; 1)竹書房文庫.  2001.1
- 『嘆きのトリスタン (ヴァレンチーノ・シリーズ 2)竹書房文庫 2001.1
- 『森川久美短編集 十二夜』 (講談社漫画文庫) 2003.3
- 『危険な席 (眠れぬ夜の奇妙な話コミックス) 朝日ソノラマ, 2005.2
- 『ざくろの木の下で 1』 (眠れぬ夜の奇妙な話コミックス) 朝日新聞社, 2007.12

## アシスタント
- 今市子